# 広島県道245号糸崎港線
広島県道245号糸崎港線（ひろしまけんどう245ごう いとざきこうせん）は、広島県三原市を通る一般県道である。

## 概要
三原市糸崎7丁目から三原市糸崎8丁目に至る。

### 路線データ
- 起点：三原市糸崎7丁目
- 終点：三原市糸崎8丁目（糸崎神社前交差点、国道185号交点）
- 総延長：612 m

## 地理

### 通過する自治体
- 三原市

### 交差する道路
| 交差する道路 | 交差する場所 | 交差する場所            |
| ------------ | ------------ | ----------------------- |
| 国道185号    | 糸崎8丁目    | 糸崎神社前交差点 / 終点 |

### 沿線
- 尾道糸崎港（松浜地区）